# Lecarrow
Lecarrow is een plaats in het Ierse graafschap County Roscommon.